# Spiegelbilder (1972)
Spiegelbilder (Originaltitel: Images) ist ein britischer psychologischer Horrorfilm aus dem Jahr 1972, geschrieben und inszeniert von Robert Altman, mit Susannah York. Der Film handelt von einer labilen Kinderbuchautorin, die während eines Aufenthalts in ihrem abgelegenen Ferienhaus von Erscheinungen und Halluzinationen heimgesucht wird.

## Handlung
Die wohlhabende Kinderbuchautorin Cathryn erhält in einer dunklen Nacht eine Reihe beunruhigender Anrufe in ihrem Haus in London. Die weibliche Stimme am anderen Ende der Leitung, die sich gelegentlich in andere Telefongespräche einmischt, deutet spöttisch an, dass ihr Mann Hugh eine Affäre habe. Hugh kommt nach Hause und findet Cathryn in Not. Während Hugh versucht, sie zu trösten, wird Cathryn Zeugin, wie sich ein anderer Mann so verhält, als sei er ihr Ehemann. Sie schreit entsetzt auf und weicht zurück, nur um zu sehen, wie sich die Gestalt in ihren Ehemann verwandelt.
Hugh führt ihren Ausbruch auf Stress und ihre Schwangerschaft zurück. Er beschließt, mit ihr Urlaub in einem abgelegenen Landhaus in Irland zu machen, wo Cathryn an ihrem Buch arbeiten und Fotos für die Illustrationen machen kann. Doch gleich nach ihrer Ankunft hört Cathryn Stimmen, die ihren Namen sagen, und sieht seltsame Erscheinungen: Als sie eines Tages das Mittagessen zubereitet, sieht sie, wie ihr Mann Hugh durch die Küche geht und sich dann in ihren toten Liebhaber Rene verwandelt. Rene erscheint ihr weiterhin im Haus und spricht sogar mit ihr.
Cathryns Paranoia und Visionen werden immer stärker und verschlimmern sich, als ihr Nachbar und Ex-Geliebter Marcel seine Tochter Susannah mitbringt. Cathryn kann Hugh nicht mehr von Rene oder Marcel unterscheiden, denn die Männer verändern sich vor ihren Augen. Eines Tages verspottet Rene Cathryn und fordert sie auf, ihn zu töten, wenn sie ihn loswerden wolle. Sie schießt ihm in den Unterleib. Susannah, durch den Schuss aufgeschreckt, rennt ins Haus und findet Cathryn im Arbeitszimmer, wo sie Hughs Kamera in Stücke geschossen hat. Cathryn behauptet, die Waffe habe sich versehentlich gelöst.
Auf der Suche nach Trost geht Cathryn zu einem nahe gelegenen Wasserfall, wo sie oft ihren Doppelgänger sieht, der sie beobachtet. Nach einer dieser Begegnungen kehrt sie nach Hause zurück, wo Hugh ihr mitteilt, dass er geschäftlich verreisen muss. Sie fährt ihn zum Bahnhof und kehrt zum Haus zurück, wo sie Marcel vorfindet, der drinnen auf sie wartet. Er zieht sich aus, um mit ihr zu schlafen, aber sie sticht ihm mit einem Küchenmesser in die Brust. Am nächsten Morgen trifft sie einen alten Mann aus dem Dorf, der mit seinem Hund spazieren geht, und lädt ihn zum Kaffee ein, obwohl Marcels Leiche im Wohnzimmer zu liegen scheint (was darauf hindeutet, dass sie den „Mord“ für eine Halluzination hält, wie die Erschießung von Rene); der alte Mann lehnt die Einladung ab. Später am Abend kommt Susannah ins Haus und stellt fest, dass ihr Vater nicht zu Hause war, als sie am Morgen aufwachte. Cathryn ist beunruhigt, denn das könnte bedeuten, dass sie Marcel wirklich getötet hat. Sie ist erleichtert, als sie erfährt, dass Marcel nach Mitternacht betrunken nach Hause gekommen ist und lädt Susannah auf eine Tasse Tee ein, nachdem sie zu dem Schluss gekommen ist, dass Marcel nicht tot auf dem Boden ihres Wohnzimmers liegen kann. Susannah fragt Cathryn, ob sie ihr ähnlich sehe, als sie jung war, bevor sie drohend sagt: „Ich werde genau wie du sein“.
Nachdem sie Tee getrunken hat, fährt Cathryn Susannah nach Hause. Marcel kommt aus dem Haus und versucht, mit Cathryn zu sprechen, aber sie fährt weg. Auf einer Strecke durch ein ödes Feld sieht Cathryn wieder ihre Doppelgängerin, die versucht, sie herunterzuwinken. Zurück im Haus stellt sie fest, dass die Leichen von Rene und Marcel im Wohnzimmer wieder aufgetaucht sind. Cathryn geht wieder weg und begegnet ihrer Doppelgängerin an einer Straßenbiegung; dieses Mal hält sie an. Die Doppelgängerin bittet Cathryn, sie in das Auto zu lassen, und die beiden beginnen, miteinander zu sprechen. Dann rammt sie die Doppelgängerin mit dem Auto und stößt sie von einer Klippe in einen Wasserfall. Cathryn fährt dann zurück zu ihrem Haus in London. Zu Hause geht sie duschen. Im Badezimmer öffnet sich die Tür, und die Doppelgängerin tritt ein. Cathryn schreit entsetzt: „Ich habe dich umgebracht“, worauf der Doppelgänger gelassen antwortet: „Ich nicht“. Dann wird Hughs Leiche am Fuße des Wasserfalls gezeigt (was bedeutet, dass er es war, der sie anflehte, ihn in das Auto zu lassen, und getötet wurde, als Cathryn ihn im Glauben, er sei ihr Doppelgänger, über die Klippe stürzte).

## Thema und Interpretationen
Die lose Erzählstruktur und die Mehrdeutigkeit des Films haben zu zahlreichen Interpretationen durch Filmwissenschaftler geführt. Joe McElhaney weist in A Companion to Robert Altman darauf hin, dass die meisten Filmkritiker und -wissenschaftler zu der Ansicht neigen, Altmans Drei Frauen (1977) sei direkt von Ingmar Bergmans Persona (1966) inspiriert, doch Altman selbst behauptete laut McElhaney, er sei mehr von dem Film beeinflusst worden, als er fünf Jahre zuvor Spiegelbilder schrieb und inszenierte. In einem rückblickenden Interview bestätigte Altman dies und sagte: „Was ich sehe, wird persönlich, also bin ich in die Struktur dieser Filme mit kleinerer Besetzung genauso involviert wie in die der anderen. Der Unterschied zwischen Filmen mit vielen Charakteren und kleinen Filmen wie Spiegelbilder und Drei Frauen ist einfach die Größe der Leinwand. Die einen sind kleine Gemälde, während die anderen große, breite Wandgemälde sind.“
Der Filmemacher Louis Lombardo hat die Figur der Cathryn als Stellvertreterin für Altman selbst gelesen und der Film ist somit eine Erkundung des mehrdimensionalen kreativen Prozesses.
In American Skeptic: Robert Altman's Genre-Commentary Films von Norman Kagan beschreibt er den Film als „Anti-Genre-Erkundung dessen, was man das Thema des Wahnsinns nennen könnte. Zu diesem Genre gehören von der Kritik verehrte Filme wie Psycho, Ekel und Persona.“
Der Schriftsteller Frank Caso identifizierte als Themen des Films unter anderem Besessenheit, Schizophrenie und Persönlichkeitsstörungen und verband den Film mit Altmans früherem Film Ein kalter Tag im Park (1969) und seinem späteren Drei Frauen und erklärte sie zu einer Trilogie.

## Produktion

### Entwicklung
Regisseur Altman, der das Projekt in den 1960er Jahren zu schreiben begann, hatte gesagt, er wolle einen Film machen, der der Arbeit von Joseph Losey ähnelt, dessen Filme er bewunderte. Laut Susannah York waren die Dreharbeiten sowohl in der Form als auch in der Zusammenarbeit locker, und die Schauspieler trafen sich jeden Abend mit Altman beim Abendessen, um die Szenen für den nächsten Tag zu besprechen: „Ursprünglich war es ein ziemlich nacktes Drehbuch“, sagt York. „Natürlich begann ich, sehr starke Vorstellungen von Cathryn zu haben. Cathryn und ich schienen in vielerlei Hinsicht eins zu werden. Aber Bob forderte uns alle, er wollte etwas von uns, und Schauspieler lieben das, und wir haben uns alle darauf eingelassen. Es gab nie einen Zweifel daran, dass er ein Meisterregisseur war, der Meisterschreiber der Geschichte, auch wenn er nicht unbedingt in all diesen Sitzungen den Stift zu Papier brachte.“

### Casting
Altman zog zunächst mehrere Schauspielerinnen für die Hauptrolle in Betracht, darunter Vanessa Redgrave, Faye Dunaway und Julie Christie, doch nachdem er Susannah Yorks Darstellung in Jane Eyre – eine Frau kämpft um ihr Glück (1970) gesehen hatte, suchte Altman sie für die Rolle. Nachdem Altman das Drehbuch überarbeitet hatte, nahm York die Rolle an, machte aber beinahe einen Rückzieher, als sie entdeckte, dass sie schwanger war. Um ihre Schwangerschaft während der Dreharbeiten zu verbergen, trug sie weite Kleidung.
Die Namen der Charaktere im Film sind die Umkehrung der realen Namen der Schauspieler, die ihre Pendants spielen: So heißt die Protagonistin Cathryn (gespielt von Susannah York) genauso wie die Schauspielerin Cathryn Harrison, die ebenfalls eine Figur namens Susannah spielt.

### Dreharbeiten
Spiegelbilder wurde zwischen Oktober und Dezember 1971 in den Ardmore Studios und in einem Landhaus in der irischen Grafschaft Wicklow gedreht. Laut einem Artikel in Variety vom Dezember 1969, als sich der Film in der Vorproduktionsphase befand, plante Altman, den Film in Nordamerika zu drehen, genauer gesagt in Vancouver, British Columbia, Kanada.

### Release
Spiegelbilder wurde im Mai 1972 bei den 25. Filmfestspielen von Cannes uraufgeführt und im November von Hemdale in die britischen Kinos gebracht. In den Vereinigten Staaten wurde der Film von Columbia Pictures vertrieben und feierte seine Premiere am 18. Dezember 1972 in New York City. Die Kinoauswertung in beiden Ländern war kurz; Berichten zufolge zog Hemdale seine Werbekampagne im Vereinigten Königreich zurück, und der Verleih in den Vereinigten Staaten war minimal. In einem Interview mit Variety beschuldigte Altman Hemdale, den Film nicht richtig beworben zu haben, und kritisierte den Direktor der Firma, John Daley.

## Kritiken
Der Film erhielt gemischte Kritiken; Roger Ebert gab Spiegelbilder drei von vier Sternen und empfahl ihn den Fans von Altmans Filmografie, schrieb aber auch, dass er „mehr Bewunderung als Anteilnahme hervorruft. Es ist ein technischer Erfolg, aber nicht ganz ein emotionaler“.
Gene Siskel gab dem Film ebenfalls drei von vier Sternen und lobte die „außergewöhnliche Kameraarbeit“ und die „schön verstörende Filmmusik“ von John Williams, auch wenn er Altmans Technik, Fantasie und Realität zu vermischen, „über fast zwei Stunden hinweg repetitiv“ fand.
Howard Thompson von der New York Times kritisierte den Film negativ und schrieb: „Warum Robert Altman, der brillante Regisseur der Komödie M*A*S*H, sich entschieden hat, dieses Durcheinander zu schreiben und zu inszenieren, ist seine eigene Sache. Es funktioniert einfach nicht.“
Charles Champlin von der Los Angeles Times schrieb: „'Spiegelbilder' ist ein Unterhaltungsfilm, der nicht den Anspruch erhebt, als Metapher für unsere unruhige, aber zum Lachen anregende Zeit gesehen zu werden, und der auf subtile und erschütternde Weise unterhält.“
Pauline Kael Pauline Kael von The New Yorker äußerte sich negativ und schrieb: „Um effektiv zu sein, muss der Film uns dazu bringen, uns mit Susannah Yorks Halluzinationen zu identifizieren, aber der kalte Glanz der Oberflächen tut das nicht.... Dies ist ein Psychothriller ohne psychologischen Inhalt, daher gibt es keine Spannung und der Höhepunkt hat keine Kraft.“
Michael Scheinfeld von TV Guide bewertete den Film positiv: „Spektakulär vor Ort in Irland gefilmt, wird die ländliche Landschaft zu einem komplizierten Teil des psychologischen Puzzles, wenn Altman Bilder wie die „echte“ Cathryn, die auf der Spitze eines riesigen Hügels steht und auf „sich selbst“ hinunterblickt, nebeneinander stellt; Blut, das auf einen Teppich tropft, der sich in den kräuselnden Wellen eines Flusses auflöst; und geheimnisvolle Bilder von Pferden, Wolken und Wasserfällen, die die Erzählung aus dem Off von Cathryns Kindergeschichte „Auf der Suche nach Einhörnern“ (die eigentlich von Susannah York geschrieben wurde) wiedergeben. York gibt eine sensationelle Vorstellung...“. Variety veröffentlichte ebenfalls eine positive Rezension des Films und lobte Yorks Leistung: „[Sie hat] die Intensität und Unschuld, die von der Spannung und der sinnlichen Untermalung geprägt ist, und führt die Auflösung am Ende mit Zurückhaltung und Kraft herbei“.
John Simon schrieb, der Film „zeigt Robert Altman in seiner trivialsten Form“.

## Auszeichnungen
| Auszeichnungen                  | Kategorie                                    | Empfänger       | Resultat  | Ref(s) |
| ------------------------------- | -------------------------------------------- | --------------- | --------- | ------ |
| Academy Awards                  | Beste Filmmusik                              | John Williams   | Nominiert | [ 18 ] |
| British Academy Film Awards     | Beste Kamera                                 | Vilmos Zsigmond | Nominiert | [ 19 ] |
| Cannes Film Festival            | Beste Darstellerin                           | Susannah York   | Gewonnen  | [ 20 ] |
| Golden Globe Awards             | Bester ausländischer englischsprachiger Film | Robert Altman   | Nominiert | [ 21 ] |
| New York Film Critics Circle    | Beste Hauptdarstellerin                      | Susannah York   | 9er Platz | [ 22 ] |
| Writers Guild of America Awards | Best Original Screenplay                     | Robert Altman   | Nominiert |        |